# BL Herculis
BL Herculis är en pulserande cepheidvariabel av BL Herculis-typ (CWB) i stjärnbilden Herkules. Den är prototypstjärna för en undergrupp av cepheider med en period kortare än 8 dygn.
Stjärnan varierar mellan visuell magnitud +9,70 och 10,62 med en period av 1,307445 dygn.